# Parathesis navarretei
Parathesis navarretei är en viveväxtart som beskrevs av C.L. Lundell. Parathesis navarretei ingår i släktet Parathesis och familjen viveväxter. Inga underarter finns listade i Catalogue of Life.